# Juuso Riksman
Juuso Riksman (Helsinki, 1º aprile 1977) è un ex hockeista su ghiaccio finlandese, di ruolo portiere.

## Palmarès

### Club
- Campionato finlandese: 1

HIFK: 2010-2011
- Campionato austriaco: 1

Salisburgo: 2015-2016

### Individuale
- Kultainen kypärä: 1

2008-2009
- Trofeo Urpo Ylönen: 3

2005-2006, 2008-2009, 2010-2011
- Trofeo Lasse Oksanen: 1

2008-2009